# Caso Montel
Il caso Montel fu un caso che si verificò nel 1840, allorché le autorità dello Stato Pontificio tentarono di sottrarre a una famiglia francese di religione ebraica la figlia, in quanto ella avrebbe ricevuto il battesimo.

## Storia
Daniel Montel era un ebreo francese di Nîmes. Viaggiando per nave, ai primi di giugno 1840 sbarcò a Fiumicino, Stato Pontificio, assieme a sua moglie Miette Crémieux. La donna era in avanzato stato di gravidanza e il 9 giugno 1840 partorì la figlia, Esther. Dopo il parto, il parroco locale si presentò per battezzare la neonata, ricevendo un rifiuto dai genitori. Pochi giorni dopo, la famiglia si recò a Roma.
Il 17 giugno 1840, i gendarmi e una balia si recarono presso l'abitazione dei Montel e ordinarono loro di consegnare la bambina sulla base del fatto che ella sarebbe stata battezzata da una donna di Fiumicino all'insaputa dei genitori e che di conseguenza, secondo le leggi dello Stato Pontificio, non poteva rimanere in una famiglia ebrea. Daniel Montel si rifiutò, in quanto cittadino del Regno di Francia.
Il rapido intervento di un diplomatico francese in difesa dei diritti di un suo cittadino presso il cardinale Luigi Lambruschini, segretario di Stato della Santa Sede, condusse a un'inchiesta ecclesiastica e a scambi di lettere diplomatiche. Papa Gregorio XVI, informato della vicenda, dispose l'intervento del tribunale del Sant'Uffizio al fine di verificare la validità del battesimo. Il cardinale Lambruschini affermò che, se l'infante fosse stata effettivamente battezzata, avrebbe dovuto essere "allevata, fino all'età della ragione, lontano dai suoi genitori a Roma, con tutta la cura e desiderabile sotto sorveglianza speciale della Santa Sede".
Il tribunale del Sant'Uffizio dichiarò valido il battesimo, ma il papa decise di restituire la bambina, consegnandola però non direttamente ai genitori bensì al diplomatico francese, e manifestando inoltre il desiderio che fosse educata nella religione cattolica.
Il cardinale Lambruschini compì un ultimo tentativo il 18 luglio, scrivendo a re Luigi Filippo, chiedendogli di "assicurare alla Santa Sede che il governo si impegnasse a farla educare nella religione cattolica" e aggiungendo che "la questione è di così grande importanza per la coscienza del Santo Padre, che senza questa condizione, egli non avrebbe potuto acconsentire alla consegna di questa bambina". Il diplomatico francese accettò queste condizioni, anche se la bambina fu immediatamente restituita alla sua famiglia natale.
Questo avvenimento è stato considerato a posteriori una prefigurazione dell'analogo caso Edgardo Mortara, che avvenne 18 anni dopo sotto Pio IX. Nel primo caso, però, la cittadinanza francese protesse la famiglia Montel; inoltre, grazie alla sua celere risoluzione per mano dei diplomatici francesi, esso non ebbe il vasto clamore internazionale di quello di Mortara; fu però ricordato dalla stampa allo scoppiare del caso Mortara e citato come precedente, sottolineandone i due diversi esiti.